# Jean-Claude Colliard
Jean-Claude Colliard (15 de marzo de 1946 en París - 27 de marzo de 2014) fue un académico y alto funcionario francés.
Colliard nació en París. Se graduó en el Instituto de Estudios Políticos de París (SciencesPo), y obtuvo un doctorado en Derecho por la Universidad de París.
Fue miembro del Consejo Constitucional de Francia (1998-2007), y más tarde fue el canciller de Unversité Panthéon Sorbonne de París 1, top institución secundaria de Francia. Fue Jefe de Estado Mayor para el presidente François Mitterrand 1982-1988. Fue Jefe de Estado Mayor de Laurent Fabius, Presidente de la Asamblea Nacional de 1988 a 1992. 
Él era un reconocido especialista de Gobierno Comparado. Fue director del Departamento de Ciencias Políticas en la Universidad de París 1 - Panthéon-Sorbonne en 1995.
Su Hijo Jean-Gabriel Colliard está radicado en Argentina